# Österreichische Handballmeisterschaft 2009/10
Die 49. Saison der Österreichischen Handballmeisterschaft begann im August 2009 und endete im Mai 2010. Der amtierende Meister der Saison 2008/09 A1 Bregenz, konnte seinen Titel verteidigen. Den Abstieg aus der HLA mussten der UHC Tulln hinnehmen.

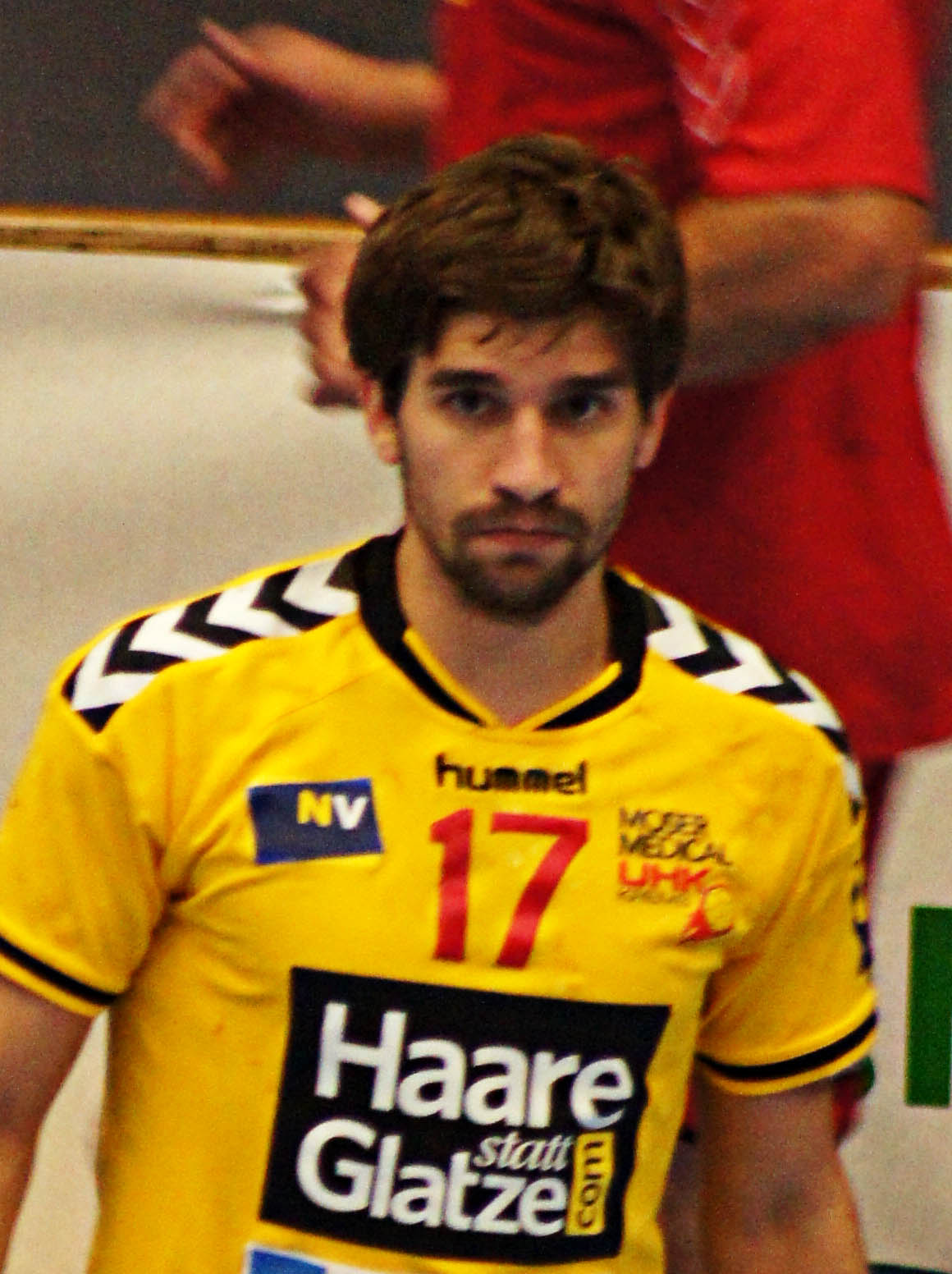
Tobias Schopf Torschützenkönig des Grunddurchgangs 2009/10

## Handball Liga Austria
In der höchsten Spielklasse, der HLA, sind zehn Teams vertreten.
Die Meisterschaft wurde in mehrere Phasen gegliedert. In der Hauptrunde spielten alle Teams eine einfache Hin- und Rückrunde gegen jeden Gegner. Danach wurde die Liga in zwei Gruppen geteilt.
Die ersten sechs Teams spielten in der weiteren Hin- und Rückrunde um den Einzug ins HLA-Halbfinale, während die letzten vier Teams gegen die besten vier Mannschaften der zweithöchsten Spielklasse um den Klassenerhalt kämpfen mussten.

### Grunddurchgang HLA
|     | Verein                | R  | S  | U | N  | Tore    | Diff. | Punkte |
| --- | --------------------- | -- | -- | - | -- | ------- | ----- | ------ |
| 1.  | A1 Bregenz (M)        | 18 | 13 | 2 | 3  | 570:529 | +41   | 28:8   |
| 2.  | UHK Krems             | 18 | 13 | 1 | 4  | 577:488 | +89   | 27:9   |
| 3.  | Aon Fivers Margareten | 18 | 11 | 1 | 6  | 566:520 | +46   | 23:13  |
| 4.  | HC Linz AG            | 18 | 10 | 2 | 6  | 497:477 | +20   | 22:14  |
| 5.  | Alpla HC Hard         | 18 | 10 | 0 | 8  | 549:511 | +38   | 20:16  |
| 6.  | HIT medalp Tirol      | 18 | 10 | 0 | 8  | 501:498 | +3    | 20:16  |
| 7.  | SG Handball West Wien | 18 | 7  | 4 | 7  | 503:490 | +13   | 18:18  |
| 8.  | ULZ Schwaz            | 18 | 5  | 2 | 11 | 447:483 | −36   | 12:24  |
| 9.  | UHC Tulln             | 18 | 2  | 1 | 15 | 460:586 | −126  | 5:31   |
| 10. | Union Leoben          | 18 | 2  | 1 | 15 | 506:594 | −88   | 5:31   |

| Legende | Legende                    |
| ------- | -------------------------- |
|         | Meister-Playoff            |
|         | Abstiegs-Playoff           |
| (M)     | Meister der letzten Saison |

### Torschützenliste Grunddurchgang
| Platzierung | Spieler               | Verein                         | Spielklasse | Tore | 7-Meter | Feldtore |
| ----------- | --------------------- | ------------------------------ | ----------- | ---- | ------- | -------- |
| 1           | Tobias Schopf         | UHK Krems                      | HLA         | 147  | 20      | 127      |
| 2           | Peter Bohunicky       | UHC Tulln                      | HLA         | 126  | 17      | 109      |
| 3           | Ivan Ivisic           | Union Leoben                   | HLA         | 118  | 20      | 98       |
| 4           | Lucas Mayer           | Bregenz Handball               | HLA         | 109  | 0       | 109      |
| 5           | Martin Abadir         | Handballclub Fivers Margareten | HLA         | 105  | 25      | 80       |
| 6           | Roland Schlinger      | Bregenz Handball               | HLA         | 102  | 18      | 84       |
| 6           | Andreas Stachelberger | HC Linz AG                     | HLA         | 102  | 37      | 65       |
| 8           | Andryi Kuzo           | Alpla HC Hard                  | HLA         | 95   | 30      | 65       |
| 9           | Michael Knauth        | Alpla HC Hard                  | HLA         | 92   | 30      | 62       |
| 10          | Norbert Visy          | UHK Krems                      | HLA         | 91   | 37      | 54       |
| 10          | Manuel Gierlinger     | ULZ Schwaz                     | HLA         | 91   | 25      | 66       |

### Meister-Playoff
|    | Verein                | R  | S | U | N | Tore    | Diff. | Punkte |
| -- | --------------------- | -- | - | - | - | ------- | ----- | ------ |
| 1. | A1 Bregenz (M)        | 10 | 8 | 1 | 1 | 318:285 | +33   | 22:3   |
| 2. | Aon Fivers Margareten | 10 | 4 | 5 | 1 | 302:299 | +3    | 16:7   |
| 3. | UHK Krems             | 10 | 5 | 1 | 4 | 298:289 | +9    | 15:9   |
| 4. | HC Linz AG            | 10 | 3 | 3 | 4 | 287:280 | +7    | 11:11  |
| 5. | Alpla HC Hard         | 10 | 2 | 2 | 6 | 292:307 | −15   | 7:14   |
| 6. | HIT medalp Tirol      | 10 | 2 | 0 | 8 | 255:292 | −37   | 4:16   |

### HLA-Halbfinale
| Verein                | Tore  | Verein                |  |
| --------------------- | ----- | --------------------- |  |
| HC Linz AG            | 31:29 | A1 Bregenz            |  |
| UHK Krems             | 30:26 | Aon Fivers Margareten |  |
| A1 Bregenz            | 36:23 | HC Linz AG            |  |
| Aon Fivers Margareten | 32:25 | UHK Krems             |  |

### HLA-Finale (Best of three)
| Verein                | Tore  | Verein                |  |
| --------------------- | ----- | --------------------- |  |
| A1 Bregenz            | 36:34 | Aon Fivers Margareten |  |
| Aon Fivers Margareten | 33:35 | A1 Bregenz            |  |

### HLA-Endstand
| Legende | Legende                         |
| ------- | ------------------------------- |
|         | EHF Champions League            |
|         | EHF-CUP                         |
|         | EHF Europapokal der Pokalsieger |
|         | EHF Challenge Cup               |
| (M)     | Meister der letzten Saison      |

### Abstiegs-Playoff
|    | Verein                          | R  | S  | U | N  | Tore    | Diff. | Punkte |
| -- | ------------------------------- | -- | -- | - | -- | ------- | ----- | ------ |
| 1. | SG Handball West Wien           | 14 | 12 | 1 | 1  | 461:385 | +76   | 25:3   |
| 2. | ULZ Schwaz                      | 14 | 8  | 2 | 4  | 400:356 | +44   | 18:10  |
| 3. | HSG Raiffeisen Bärnbach/Köflach | 14 | 7  | 2 | 5  | 381:362 | +19   | 16:12  |
| 4. | Union Leoben                    | 14 | 7  | 1 | 6  | 404:375 | +29   | 15:13  |
| 5. | Shoppingcity Seiersberg         | 14 | 6  | 1 | 7  | 348:356 | −8    | 13:15  |
| 6. | HC Kärnten                      | 14 | 5  | 2 | 7  | 413:428 | −19   | 12:16  |
| 7. | UHC Stockerau                   | 14 | 3  | 3 | 8  | 367:439 | −72   | 9:19   |
| 8. | UHC Tulln                       | 14 | 2  | 0 | 12 | 382:455 | −73   | 4:24   |

| Legende | Legende             |
| ------- | ------------------- |
|         | Handball-Bundesliga |